# Atmosfera protettiva
L'atmosfera protettiva, o Modified Atmosphere Packaging (MAP), è una tecnologia di confezionamento che, grazie alla sostituzione dell'aria con una miscela di gas, permette di aumentare il periodo di conservazione (shelf life) dei prodotti alimentari, in particolare di quelli deperibili, contrastando per quanto possibile modifiche chimiche, microbiologiche, fisiche, strutturali e sensoriali in ogni caso inevitabili nel tempo, in accordo alla Prima Legge di Parisi della Degradazione Alimentare.
I gas utilizzati sono prevalentemente costituiti da azoto, ossigeno e anidride carbonica, quali definiti dalla Direttiva europea 95/2/CE sugli additivi come "gas d'imballaggio", cioè gas differenti dall'aria introdotti in un contenitore prima, durante o dopo aver introdotto in tale contenitore un prodotto alimentare.
L'atmosfera modificata contribuisce a prolungare la scadenza del prodotto mantenendone inalterate le proprietà sensoriali grazie all'azione inibente e batteriostatica dei gas utilizzati. 
Le virtù nutrizionali, l'aspetto (dimensioni, volume, etc.) e il sapore dell'alimento rimangono quindi inalterati rispetto al pre-confezionamento. Una simile strategia conservativa permette di rallentare le alterazioni in alimenti porzionati, alterazioni che si manifestano più velocemente rispetto agli stessi alimenti integri in accordo alla Seconda legge di Parisi della degradazione alimentare.
Le caratteristiche di durabilità del prodotto in atmosfera protettiva continuano anche dopo l'apertura della confezione: l'alimento assorbe dalla confezione parte dell'anidride carbonica, diminuendo il proprio grado di umidità e la conseguente vulnerabilità agli agenti esterni. In ogni caso, tali vantaggi vanno necessariamente connessi alla premessa di un prodotto di base fresco e qualitativamente idoneo e si ottengono solo in associazione a ulteriori tecniche d'igiene e refrigerazione.
Sulla base di queste condizioni, la conservazione in atmosfera protettiva presenta dei vantaggi anche in termini economici ed ecologici, poiché comporta la riduzione di scarti da smaltire e delle relative conseguenze ambientali.
L'atmosfera protettiva può essere applicata a qualunque tipologia di prodotto alimentare. Negli Stati Uniti, ad esempio, viene utilizzata per il lievito; in Giappone per il burro di arachidi e in Germania per le patate fritte.

## I gas
I gas usati per il confezionamento in atmosfera protettiva sono principalmente l'anidride carbonica, l'azoto e l'ossigeno.
L'anidride carbonica inibisce la proliferazione di funghi, muffe e batteri gram-negativi, ma una concentrazione troppo elevata può provocare la decolorazione dell'alimento, in particolare delle carni rosse, con formazione di acido carbonico, che gli conferisce un gusto acido e pungente. Rallenta la macerazione dei vegetali e ne mantiene il colore verde; non è adatta ad essere utilizzata con prodotti lattiero-caseari. L'azoto è un gas inerte, incolore, inodore, insapore, utilizzato come gas di riempimento; crea inoltre una barriera protettiva nei confronti dell'ossigeno. La maggior parte dei batteri e dei funghi che comunemente causano la degradazione degli alimenti richiedono l'ossigeno per la crescita.. L'ossigeno viene in certi casi aggiunto per evitare lo sviluppo di batteri anaerobi, per permettere la respirazione dei vegetali freschi e per mantenere il colore rosso della carne.

Nell'organismo umano e dei viventi, l'anidride carbonica con l'acqua dà luogo a importanti reazioni reversibili di regolazione del pH corporeo.
Altri gas attualmente utilizzati in atmosfera protettiva sono l'argon, l'elio e il protossido di azoto. 

## Storia
I primi effetti benefici registrati dell'utilizzo di atmosfera protettiva risalgono al 1821; Jacques-Étienne Bérard, professore alla Scuola di Farmacia a Montpellier, in Francia, registrò maturazione ritardata della frutta e maggiore durata di conservazione in condizioni di conservazione a basso contenuto di ossigeno. La conservazione in atmosfera controllata venne usata dagli anni '30 quando le navi che trasportavano mele e pere fresche avevano alti livelli di CO2 nei loro magazzini, per incrementare la vita dei prodotti. Negli anni '70 gli involucri in atmosfera protettiva arrivarono nei negozi, specialmente per salumi e pesce nel Messico. Da allora lo sviluppo è stato continuo e l'interesse è cresciuto per via della richiesta del mercato.